# Juan Egaña Risco

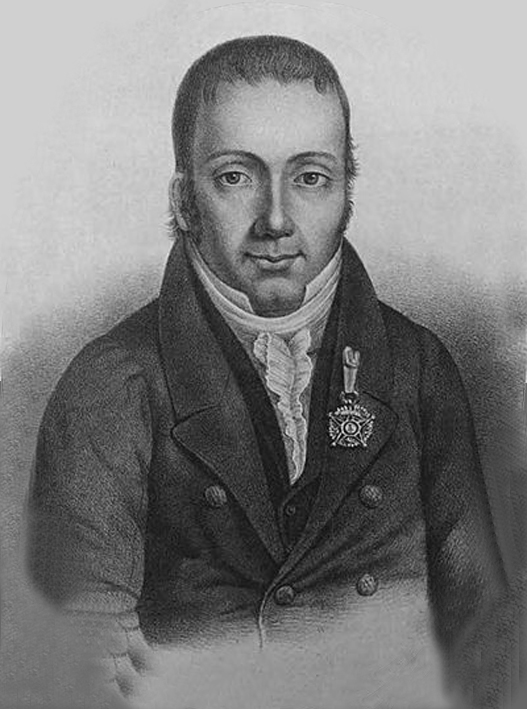
Juan Egaña Risco

Juan Egaña Risco (* 31. Oktober 1768 in Lima (Peru); † 20. April 1836 in Santiago de Chile) war ein chilenischer Politiker peruanischer Herkunft. Als Mitglied des „bevollmächtigen Kongresses“ (Congreso Plenitpotenciario) war er im Frühjahr 1823 für eine Woche Staatsoberhaupt Chiles.
Juan Egaña Risco wurde als Sohn eines Chilenen und einer Peruanerin in Lima geboren. Nach der Schule studierte er an der Universidad Mayor de San Marcos, wo er 1791 seinen Abschluss in Rechtswissenschaft machte und anschließend nach Chile zog. Dort erlangte er an der Real Universidad de San Felipe 1802 den Doktorgrad und den Lehrstuhl für Latein und Rhetorik. Bald zählte er zu Chiles führenden Intellektuellen.
1810 schloss er sich der chilenischen Unabhängigkeitsbewegung an. Er war Mitglied der königstreuen Primera Junta de Gobierno und schrieb mit am Verfassungsentwurf, den die loyalistischen chilenischen Unabhängigkeitskämpfer den napoleonischen Spaniern entgegenhalten wollten. 1811 vertrat er Melipilla im ersten Nationalkongress Chiles. Auch die erste Provisorische Verfassung Chiles von 1812 trägt die Handschrift von Juan Egaña Risco, der bald auch zum Senator gewählt worden war. Im folgenden Jahr trat er für die Revolution und die endgültige Unabhängigkeit ein und brachte dies zum einen in der Regierungsjunta von 1813 zum Ausdruck, zum anderen als engagierter Journalist in der Redaktion der Zeitung „Aurora de Chile“. Als sich das Kriegsglück zugunsten der Spanier gewendet hatte, verbrachte er nach der Niederlage in der Schlacht von Rancagua die Jahre von 1814 bis 1817 mit zahlreichen anderen Revolutionären im Exil auf der Juan-Fernández-Inseln im Pazifik. 
Nach der Anerkennung der chilenischen Unabhängigkeit und seiner Rückkehr wurde er wieder in mehrere öffentliche Ämter berufen und zählte zu den Vätern der Verfassung von 1823, die nach dem Sturz von Bernardo O’Higgins im Januar geschrieben wurde. Ihr Geist war im Wesentlichen konservativ und ging von der Annahme aus, die Gesellschaft per Gesetz moralisch verbessern zu können, ein Anspruch der letzten Endes scheitern musste. Im Frühjahr 1823 regierte – nach der Übergangsregierung unter Agustín Eyzaguirre vom 29. März 1823 bis zum 5. April 1823 der „bevollmächtigte Kongress“, dem auch Juan Egaña Risco angehörte. Am 5. April übernahm dann der liberale Föderalist Ramón Freire y Serrano gewaltsam die Macht, kurz unterbrochen von einer dreiwöchigen Herrschaft der Junta de Diputados, zu der auch der Sohn von Juan Egaña Risco, Mariano Egaña Fabres, zählte.
Nach dem Scheitern „seiner“ Verfassung vertrat Juan Egaña Risco als Abgeordneter der Konservativen im Senat und im Abgeordnetenhaus. 1827 saß er der Provinzversammlung vor. Er starb mit 68 Jahren am 20. April 1836.
Siehe auch: Geschichte Chiles.